# Patinação de velocidade em pista curta nos Jogos Olímpicos de Inverno de 2022 - Revezamento 3000 m feminino
A prova de revezamento 3000 m feminino da patinação de velocidade em pista curta nos Jogos Olímpicos de Inverno de 2022 foi disputada no Ginásio Indoor da Capital, localizado em Pequim, em 9 e 13 de fevereiro.

## Medalhistas
|  | NED Países Baixos                                                 |  | KOR Coreia do Sul                                |  | CHN China                                              |
|  | Suzanne Schulting Selma Poutsma Xandra Velzeboer Yara van Kerkhof |  | Seo Whi-min Choi Min-jeong Kim A-lang Lee Yu-bin |  | Qu Chunyu Han Yutong Fan Kexin Zhang Yuting Han Yutong |

## Recordes
Antes desta competição, os recordes mundiais e olímpicos da prova eram os seguintes:
| Tipo | Atleta                                                                                    | Tempo        | Local     | Data                    |
| ---- | ----------------------------------------------------------------------------------------- | ------------ | --------- | ----------------------- |
|      | Países Baixos · Choi Min-jeong · Kim Geon-hee · Kim Ji-yoo · Shim Suk-hee                 | 4:02.809 min | Pequim    | 22 de outubro de 2021   |
|      | Países Baixos · Suzanne Schulting · Yara van Kerkhof · Lara van Ruijven · Jorien ter Mors | 4:03.471 min | Gangneung | 20 de fevereiro de 2018 |

Os seguintes recordes mundiais e/ou olímpicos foram estabelecidos durante esta competição:
| Tipo             | Fase  | Atletas                                                               | Tempo        | Local  | Data                    | Ref   |
| ---------------- | ----- | --------------------------------------------------------------------- | ------------ | ------ | ----------------------- | ----- |
| Recorde olímpico | Final | Suzanne Schulting, Selma Poutsma, Xandra Velzeboer e Yara van Kerkhof | 4:03.409 min | Pequim | 13 de fevereiro de 2022 | [ 2 ] |

## Resultados

### Semifinais
As duas primeiras equipes de cada bateria avançam para a final A, enquanto que as equipes restantes disputam a final B.
| Pos. | Bateria | País               | Atletas                                                                 | Tempo    | Notas |
| ---- | ------- | ------------------ | ----------------------------------------------------------------------- | -------- | ----- |
| 1    | 1       | NED Países Baixos  | Suzanne Schulting Selma Poutsma Xandra Velzeboer Yara van Kerkhof       | 4:04.133 | QA    |
| 2    | 1       | CHN China          | Han Yutong Qu Chunyu Fan Kexin Zhang Yuting                             | 4:04.383 | QA    |
| 3    | 1       | POL Polônia        | Nikola Mazur Natalia Maliszewska Kamila Stormowska Patrycja Maliszewska | 4:10.074 | QB    |
| 4    | 1       | ITA Itália         | Arianna Fontana Cynthia Mascitto Martina Valcepina Arianna Valcepina    | 4:17.438 | QB    |
| 1    | 2       | CAN Canadá         | Courtney Sarault Florence Brunelle Kim Boutin Alyson Charles            | 4:05.893 | QA    |
| 2    | 2       | KOR Coreia do Sul  | Seo Whi-min Choi Min-jeong Kim A-lang Lee Yu-bin                        | 4:05.904 | QA    |
| 3    | 2       | ROC                | Sofia Prosvirnova Ekaterina Efremenkova Elena Seregina Anna Vostrikova  | 4:06.064 | QB    |
| 4    | 2       | USA Estados Unidos | Kristen Santos Corinne Stoddard Maame Biney Julie Letai                 | 4:06.098 | QB    |

### Finais

#### Final B
| Pos. | País               | Atletas                                                                 | Tempo    | Notas |
| ---- | ------------------ | ----------------------------------------------------------------------- | -------- | ----- |
| 5    | ITA Itália         | Arianna Fontana Martina Valcepina Arianna Sighel Arianna Valcepina      | 4:09.688 |       |
| 6    | POL Polônia        | Nikola Mazur Natalia Maliszewska Kamila Stormowska Patrycja Maliszewska | 4:10.210 |       |
| 9    | ROC                | Sofia Prosvirnova Ekaterina Efremenkova Elena Seregina Anna Vostrikova  | 9        | PEN   |
| 9    | USA Estados Unidos | Kristen Santos Corinne Stoddard Maame Biney Julie Letai                 | 9        | PEN   |

#### Final A
| Pos. | País              | Atletas                                                           | Tempo    | Notas            |
| ---- | ----------------- | ----------------------------------------------------------------- | -------- | ---------------- |
| 01 ! | NED Países Baixos | Suzanne Schulting Selma Poutsma Xandra Velzeboer Yara van Kerkhof | 4:03.409 | Recorde olímpico |
| 02 ! | KOR Coreia do Sul | Seo Whi-min Choi Min-jeong Kim A-lang Lee Yu-bin                  | 4:03.627 |                  |
| 03 ! | CHN China         | Qu Chunyu Zhang Chutong Fan Kexin Zhang Yuting                    | 4:03.863 |                  |
| 4    | CAN Canadá        | Courtney Sarault Florence Brunelle Kim Boutin Alyson Charles      | 4:04.329 |                  |

Legenda
| Recorde mundial      | Recorde mundial (World record)               |                       | Recorde africano                      | Recorde africano (African) |                                           | Q | Classificado por posição (Qualified) |
| Recorde olímpico     | Recorde olímpico (Olympic record)            | Recorde da América    | Recorde da América (Americas)         | q                          | Classificado por melhor tempo (Qualified) |   |                                      |
| Melhor marca do ano  | Melhor marca do ano (World leading)          | Recorde asiático      | Recorde asiático (Asian)              | DNS                        | Não largou (Did not start)                |   |                                      |
| Recorde nacional     | Recorde nacional (National record)           | Recorde europeu       | Recorde europeu (European)            | DNF                        | Não terminou (Did not finish)             |   |                                      |
| Recorde pessoal      | Recorde pessoal do atleta (Personal best)    | Recorde da Oceania    | Recorde da Oceania (Oceania)          | DSQ / DQ                   | Desclassificado (Disqualified)            |   |                                      |
| Recorde da temporada | Recorde da temporada do atleta (Season best) | Recorde sul-americano | Recorde sul-americano (South America) | NM                         | Sem marca (No mark)                       |   |                                      |

### Patinação de velocidade
| Recorde de pista | Recorde da pista (Track record)               |  |  |
| QA               | Classificado para a final A                   |  |  |
| QB               | Classificado para a final B                   |  |  |
| ADV              | Classificado após decisão arbitral (Advanced) |  |  |
| PEN              | Pênalti                                       |  |  |
| YC               | Cartão amarelo (Yellow Card)                  |  |  |